# Явление Христа Марии Магдалине после воскресения
«Явле́ние Христа́ Мари́и Магдали́не по́сле воскресе́ния» — картина русского художника Александра Иванова (1806—1858), оконченная в 1835 году. Хранится в Государственном Русском музее в Санкт-Петербурге (инв. Ж-5263). Размер — 242 × 321 см. Полотно, на котором изображены Мария Магдалина и Иисус Христос, представляет собой двухфигурную композицию, написанную в натуральную величину. На нём представлен момент из евангельского сюжета, когда Мария Магдалина узнаёт воскресшего Христа, но тот останавливает её порыв, говоря ей: «Не прикасайся ко Мне, ибо Я еще не восшел к Отцу Моему».
Работа над эскизами и этюдами была начата в 1833 году. Над большим полотном Иванов работал в 1834—1835 годах в своей мастерской в Риме. Когда картина была закончена, она с успехом экспонировалась сначала в Риме, а затем, в середине 1836 года, в Санкт-Петербурге. За неё Императорская Академия художеств присвоила Иванову звание академика. Успех этой картины позволил художнику продлить срок его пребывания в Италии, и она послужила важным подготовительным этапом на пути к созданию главного произведения его жизни — полотна «Явление Христа народу», над которым Иванов работал в 1837—1857 годах.
Художник и критик Александр Бенуа писал, что картина «Явление Христа Магдалине» действительно показала всё «умение [Иванова] в наготе и драпировках». При этом, по словам Бенуа, в образе Магдалины можно увидеть «нечто такое, что показывает, до какого понимания трагического дошёл уже в то время Иванов, каким он стал сердцеведом, как глубоко мог перечувствовать до слёз умилительный рассказ Евангелия». Искусствовед Михаил Алпатов отмечал, что полотно является «типичным произведением академического классицизма», однако при этом художнику удалось добиться «такого величия, какого не знали академисты»: в обеих фигурах, изображённых Ивановым, «заключено столь величавое достоинство, которое скорее свойственно героям классической трагедии, чем персонажам евангельской легенды».

## История

### Предшествующие события и работа над картиной

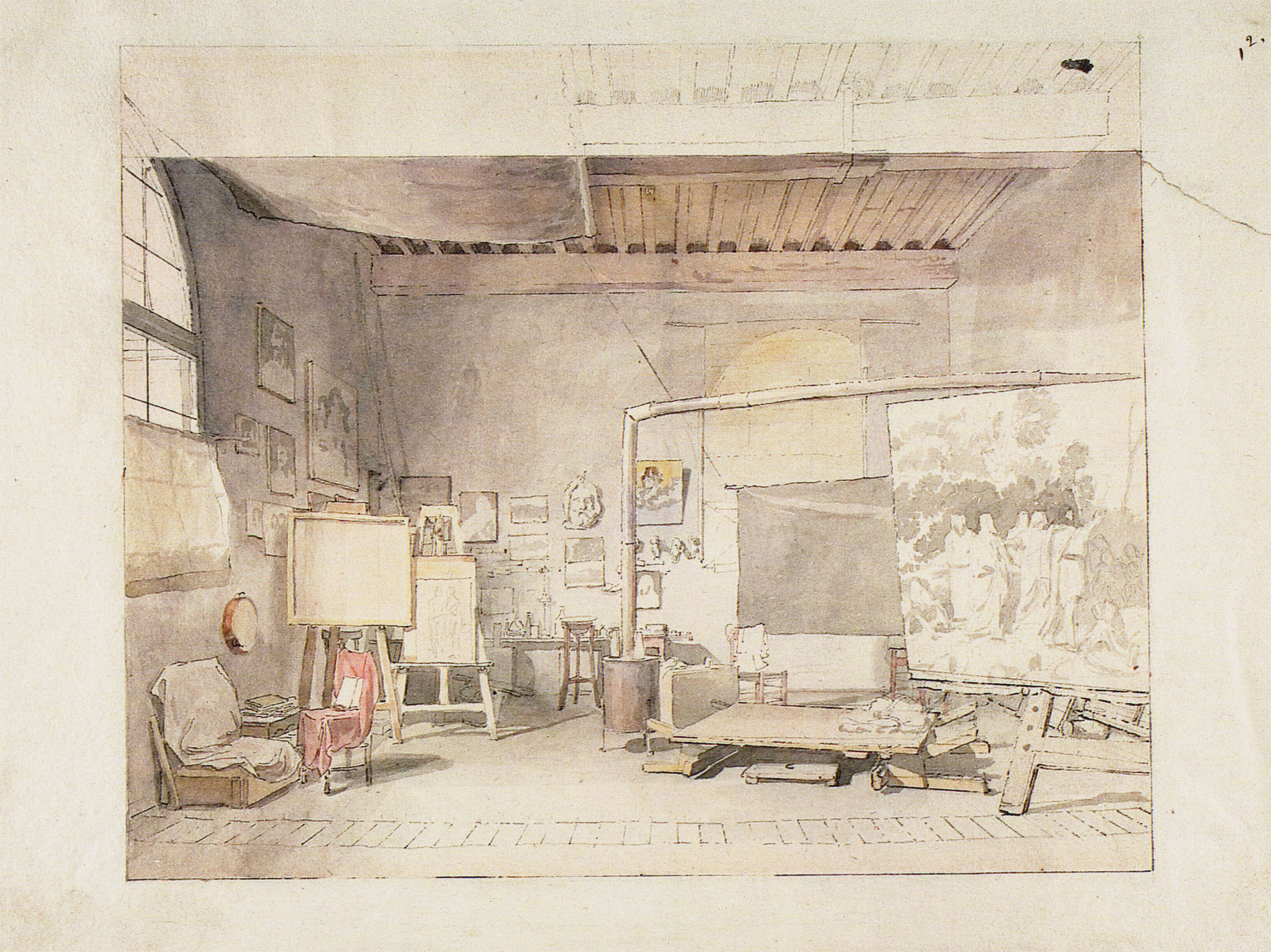
Александр Иванов. Мастерская А. А. Иванова в Риме (бумага, акварель, тушь, кисть, перо, середина 1830-х, ГТГ)

В качестве пенсионера Общества поощрения художников (ОПХ) Александр Иванов в 1830 году уехал в Италию, с 1831 года жил и работал в Риме. Известно, что в 1833 году у него уже появилась идея создания монументального многофигурного полотна на тему «Явления Мессии народу» — об этой идее он сообщал в своём письме в Общество поощрения художников. Тем не менее сначала художник решил попробовать написать более простую, двухфигурную композицию, и в начале 1834 года он приступил к работе над картиной «Явление Христа Марии Магдалине», которая тем самым послужила важным подготовительным этапом на пути к созданию будущего полотна «Явление Христа народу». В письме к графу Василию Мусину-Пушкину-Брюсу от 28 февраля 1834 года Иванов сообщал: «Не испытав себя никогда в производстве большего, я предпринял теперь написать картину в двух фигурах, в естественную величину, представляющую „Иисуса в вертограде“, которая уже и подмалёвана».
Весной и летом 1834 года Александр Иванов, «желая изучить все школы живописи итальянской», совершил поездку на север Италии. Он побывал в Венеции и Милане, посетил Болонью, Феррару, Падую, Виченцу, Верону, Бергамо, Брешию и другие города. Во время поездки художник внимательно изучал произведения старых венецианских мастеров, в особенности работы Тициана. В рисунках этого периода Иванов «уделяет особое внимание разработке пластики ниспадающих драпировок, добиваясь впечатления их весомости и переливов ткани». Впоследствии художник отмечал: «Внимательное рассматривание школы Венецианской, а особливо копирование Тициана, много мне помогло к окончанию помянутой картины „Иисуса, открывающегося перед Магдалиною“».
Помимо подготовки к написанию «Явления Мессии», картина «Явление Христа Марии Магдалине» должна была стать отчётной работой для Общества поощрения художников, на средства которого Иванов был послан в Италию, а также, как надеялся художник, помочь в получении разрешения на его поездку в Палестину. В письме в комитет ОПХ, датированном 27 ноября 1834 года, Иванов сообщал, что он всё ещё работает над картиной «Иисус, открывающийся Магдалине по воскресении», «вышиною три аршина с половиной, длиною пять», и просил о продолжении своего пенсиона: «Но, побуждаемый живою ревностью доказать почтеннейшему Обществу мои силы, и оправдаться перед ним — самим делом, я бы молил его неотступно о продлении мне пенсиона, обещаясь в непродолжительном времени послать картину мою: „Иисус, открывающийся Магдалине“».

### После создания: в Италии

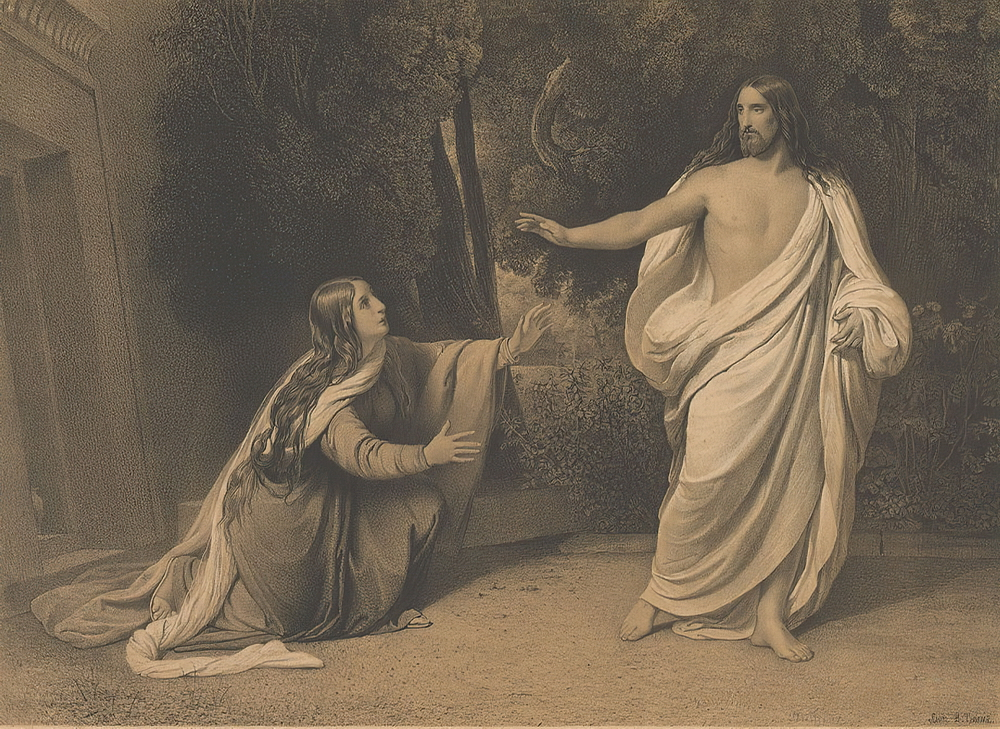
Василий Тимм. Картина А. А. Иванова «Явление Христа Марии Магдалине после воскресения» (литография, 1862)

Картина «Явление Христа Марии Магдалине» была закончена в декабре 1835 года и выставлена в мастерской художника. Одним из посетителей был писатель Алексей Тимофеев, который так отозвался о картине: «„Явление Спасителя, по воскресении, Марии Магдалине в вертограде“ — сюжет, над которым трудились многие живописцы; но что в этой картине особенно хорошего — положение Спасителя. Это — Бог! Величие, кротость, уверенность, благость, святость, могущество. Картина эта прекрасна!». В мастерской Иванова побывали и другие художники. В частности, датский художник и скульптор Бертель Торвальдсен чрезвычайно высоко отозвался о картине и мастерстве её автора. В письме к своему отцу, художнику Андрею Иванову, Александр Иванов рассказывал: «На мою картину смотрели более художники: Торвальдсен в особенности объявил всем своё о ней довольство. Это лестно! Заслужить похвалу Торвальдсена не легко. Купить её нельзя ни деньгами, ни подлостью». Похвалил картину и итальянский художник Винченцо Камуччини, который в целом не вполне доброжелательно относился к творчеству Иванова.
Вероятно, что в XIX веке фон картины «Явление Христа Марии Магдалине» был менее тёмным, — об этом свидетельствует выполненная Василием Тиммом литография картины, опубликованная в журнале «Русский художественный листок» (№ 24 за 1862 год). На литографии хорошо виден расположенный в левой части вход в гробницу, а также деревья сада на заднем плане. Сам Иванов в письме к отцу писал, что он стремился «избежать черноты» и «передать утреннюю глуботу».
В письме в комитет Общества поощрения художников, датированном 28 декабря 1835 года, Александр Иванов благодарил его за «щедрое покровительство двукратным производством пенсиона» и писал, что «теперь, кончив картину мою „Спаситель перед Магдалиною в вертограде“, спешу представить оную взорам и суду моих покровителей». Тем не менее полотно ещё некоторое время оставалось в Италии. В начале 1836 года картина демонстрировалась на выставке в Капитолийских музеях, где, кроме неё, экспонировались работы русских живописцев Ореста Кипренского и Михаила Лебедева, а также немецких художников Августа Риделя и Франца Людвига Кателя. Как писал сам Иванов, «я решился выставить её публике, и тут, сколько можно было заметить, картина моя не терялась, стоя в ряду ярких пёстрых картин Tableaux de genre».

### После создания: в России
Наконец, в мае 1836 года полотно было отправлено в Санкт-Петербург. Несмотря на хорошие отзывы, которые картина получила в Риме, Александр Иванов серьёзно беспокоился о том, как она будет принята в России. В частности, Иванов просил выставить её в «полутонной» зале, которая освещалась бы с высоты, чтобы этот свет «помогал сюжету, то есть чтобы похож был на утреннюю глуботу или казался бы самым ранним утренним, в каковой час Спаситель явился Магдалине у гроба». Своему отцу Андрею Иванову он советовал, что картину нужно вставить в золотую раму и «затянуть грубым зелёным полотном, со всех сторон от рамы, на аршин, так, чтобы не беспокоили её никакие картинки».

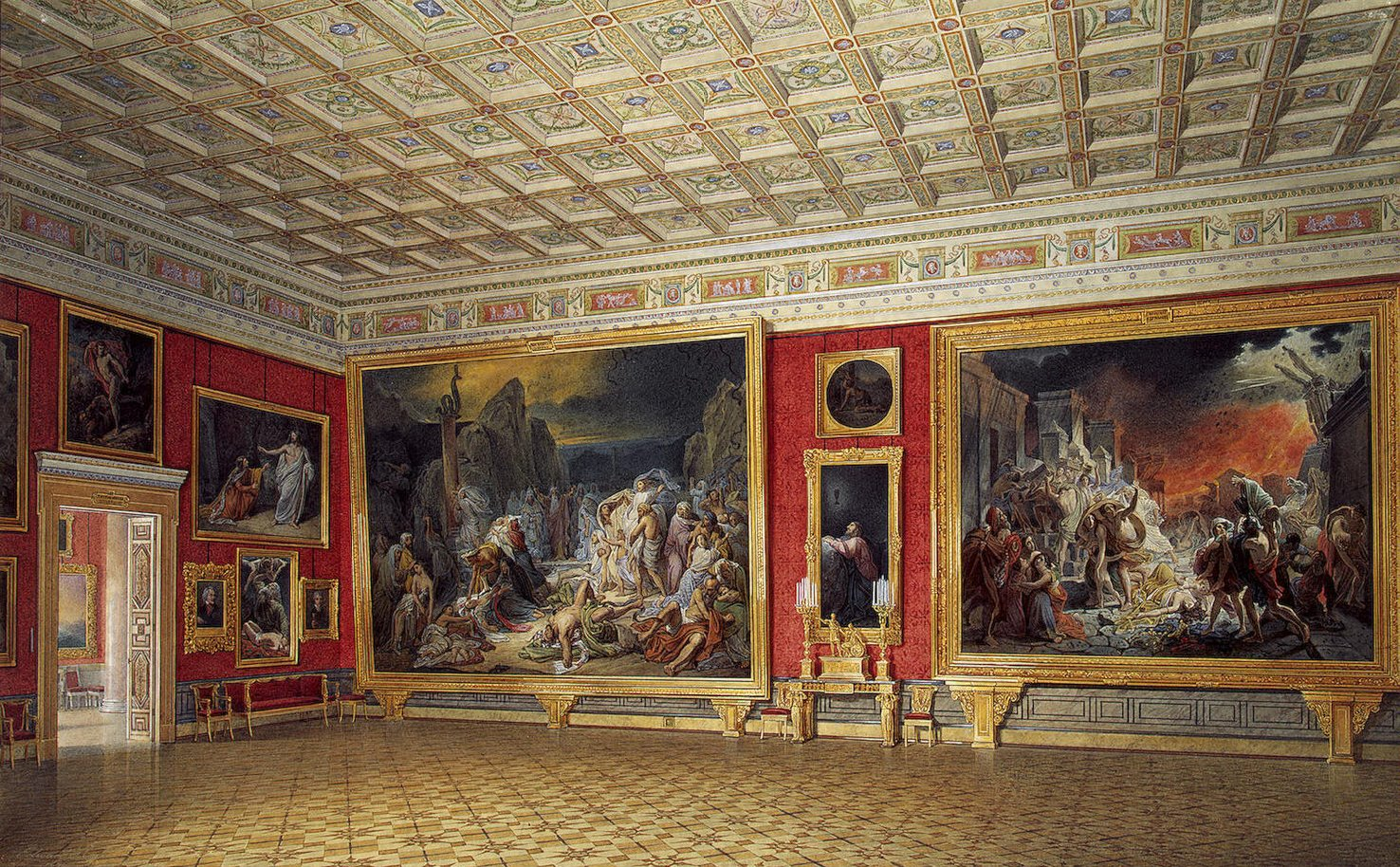
Эдуард Гау. Виды залов Нового Эрмитажа. Зал русской школы (1856, ГЭ)

Опасения художника были напрасными — в Петербурге картина была оценена очень высоко. Отец писал ему, что он напрасно беспокоился о раме и прочих вещах — такая картина «берёт собственною своею силою всё, производит сильное впечатление на душу зрителя по чувствам, в ней изображённым». Художник Алексей Егоров, у которого Александр Иванов учился в Академии, похвалил её коротко, но ёмко: «Какой стиль!» Встречались и отрицательные отзывы — например, писатель Нестор Кукольник, обсуждая эту картину с художником Карлом Брюлловым, спрашивал его: «Что это такое картина Иванова? Мистификация, что ли? Или я уже до того устарел, что ничего не понимаю, или картина в самом деле плоха? Мучительно нехорошо, ни композиции, ни колорита». Брюллов же, несмотря на то, что Иванов был в некотором смысле его соперником, отозвался о полотне одобрительно.

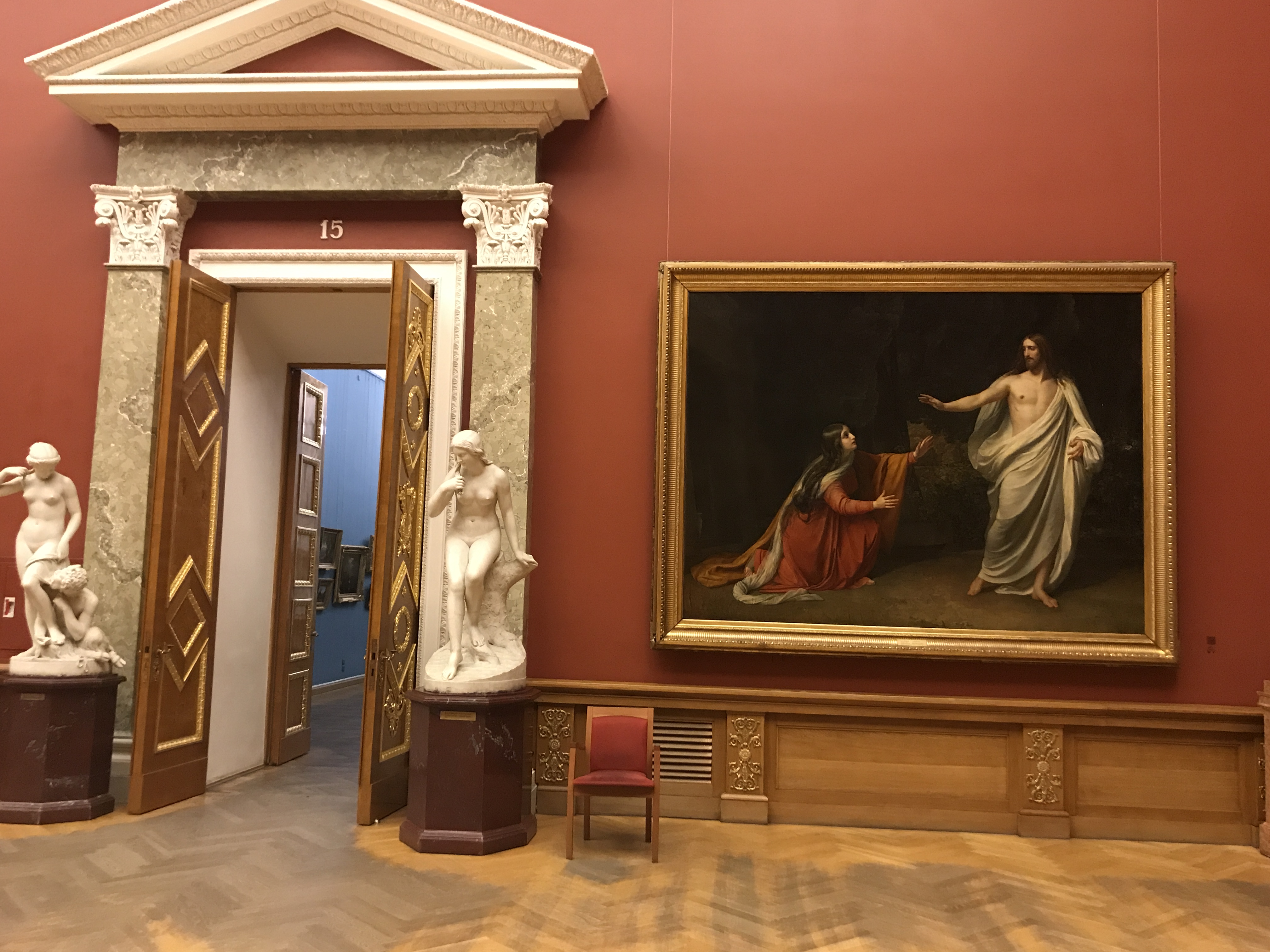
Картина «Явление Христа Марии Магдалине после воскресения» в ГРМ

За картину «Явление Христа Марии Магдалине после воскресения» 24 сентября (6 октября) 1836 года Императорская Академия художеств присвоила Иванову звание академика. Сам художник, не стремившийся к подобным званиям, так прокомментировал это в письме к отцу, написанном в октябре 1836 года: «Как жаль, что меня сделали академиком: моё намерение было никогда никакого не иметь чина, но что делать, отказаться от удостоения — значит обидеть удостоивших». В том же письме к отцу Александр Иванов писал: «Кто бы мог подумать, чтобы моя картина „Иисус с Магдалиною“ производила такой гром? Сколько я её знаю, она есть начаток понятия о чём-то порядочном. Но как я доволен, как я доволен, что вы радуетесь, что в восхищении и Совет, и президент! Вы говорите, что мне продолжить хотят пенсион, для картины „Появление Мессии“. Это есть единственное моё желание».
Общество поощрения художников преподнесло картину императору Николаю I, и она была помещена в Русскую галерею Эрмитажа (на обороте холста сохранился эрмитажный инвентарный номер: 2550). Иванову за полотно было выплачено 1500 рублей серебром — деньги он получил только в 1843 году. В 1897 году картина была передана из Эрмитажа в создаваемый в то время Русский музей императора Александра III (ныне — Государственный Русский музей), где она и находится до сих пор. После открытия музея в 1898 году картина «Явление Христа Марии Магдалине после воскресения» была выставлена в Михайловском дворце, в одном зале с полотнами «Последний день Помпеи» и «Осада Пскова» Карла Брюллова, «Медный змий» и «Смерть Камиллы, сестры Горация» Фёдора Бруни, «Христианские мученики в Колизее» Константина Флавицкого, «Тайная вечеря» Николая Ге и ещё двумя-тремя картинами Ивана Айвазовского.

## Сюжет и описание
- Евангелие от Иоанна — Ин. 20:11-17
- Евангелие от Марка — Мк. 16:9

Картина представляет собой двухфигурную композицию, написанную в натуральную величину: слева — Мария Магдалина, а справа — Иисус Христос. Изображён момент, когда, согласно евангельскому сюжету, Мария Магдалина узнаёт воскресшего Христа, который жестом правой руки останавливает её порыв, говоря ей: «Не прикасайся ко Мне, ибо Я еще не восшел к Отцу Моему». Цветовое решение полотна в значительной степени основано на контрасте «оттенённых белым покрывалом пылающих красок платья Магдалины и холодной белизны окутывающей торс Спасителя драпировки».
Фоном для картины Александр Иванов выбрал парк виллы д’Эсте в Тиволи — это место находилось недалеко от Рима. В письме к своему отцу, художнику Андрею Иванову, он писал: «Письмо ваше я получил по приезде из Тиволи, где написал этюды столетних кипарисов, украшающих сад дука д’Эсте, для картины моей „Иисус и Магдалина“; таким образом, околичность у меня теперь кончена, и я принимаюсь за окончание фигур».

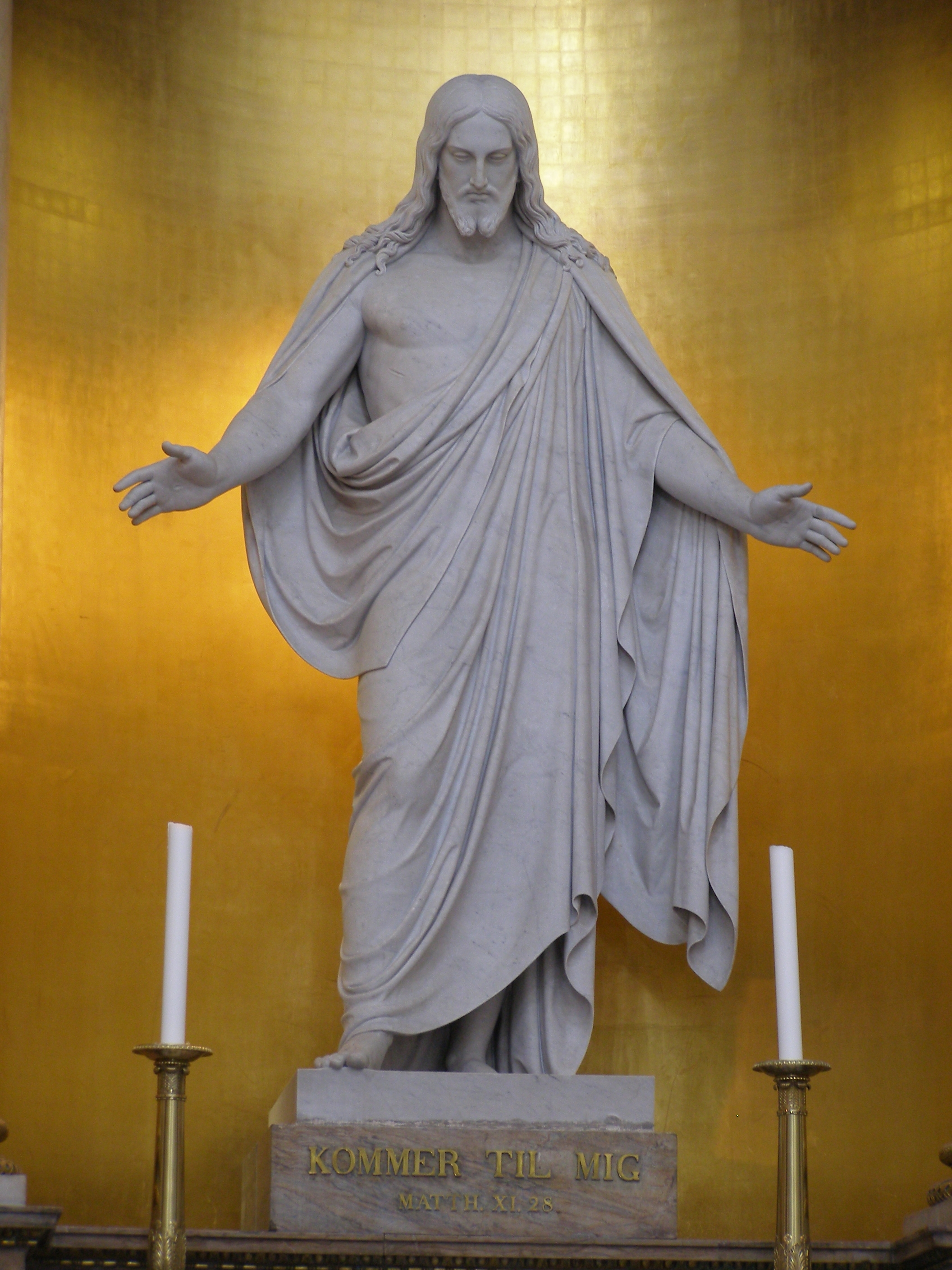
Бертель Торвальдсен. Христос (Церковь Богоматери, Копенгаген)

При подготовке к созданию образа Христа на Иванова оказали существенное влияние два скульптурных произведения. Одно из них — изображение Христа, созданное датским скульптором и художником Бертелем Торвальдсеном, который в то время жил и работал в Риме. Другое произведение — известная статуя Аполлона Бельведерского. Кроме этого, Иванов делал зарисовки с других античных скульптур, а также с работ таких мастеров, как Джотто ди Бондоне, Фра Анджелико, Леонардо да Винчи, Фра Бартоломео и Рафаэль.
В альбомах Иванова, хранящихся в Государственной Третьяковской галерее, есть несколько рисунков головы Христа, сделанных им с различных точек зрения на основе скульптуры Торвальдсена, над которой тот работал в 1820—1830-х годах. Полагают, что это послужило первоначальной схемой, избранной художником для изображения головы Христа на будущей картине. Хотя ивановский Христос и лицом, и фигурой напоминает торвальдсеновского, есть и существенные отличия: датский скульптор изобразил Христа в устойчивом и неподвижном состоянии, а русский художник «представил фигуру движущейся и сумел сделать это так, что у зрителя действительно создаётся иллюзия движения».

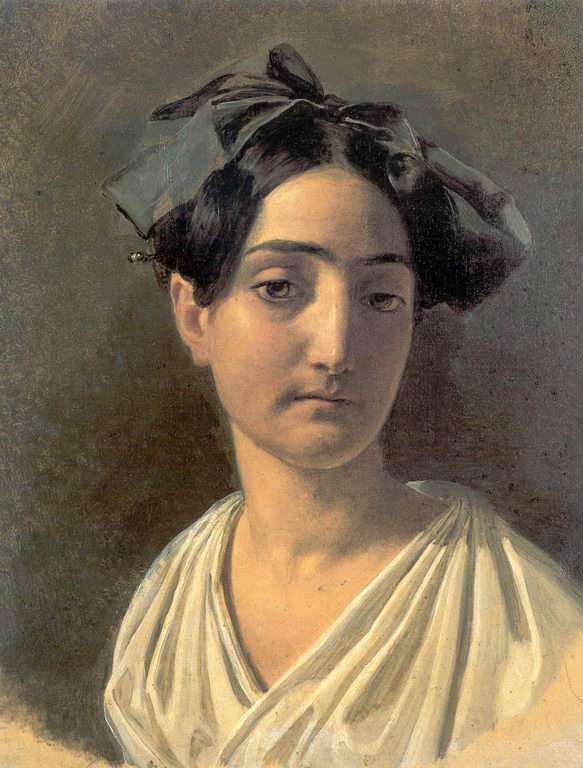
Александр Иванов. Портрет Виттории Кальдони (1834, ГРМ)

Композицию полотна Александр Иванов подробно обсуждал в переписке со своим отцом, которому он летом 1834 года послал «чертежи» будущей картины. Андрей Иванов писал ему, что «…мне кажется, что фигура Христа представляет слишком его спешащего…», и приводил мнение дочерей (сестёр Александра), одна из которых «нашла в фигуре Христовой, что он бежит от М. Магдалины». Александр Иванов частично принял во внимание эти отзывы и в последующих вариантах картины изображал движение Христа более замедленным.
Много труда затратил Иванов, чтобы понять, как лучше написать белую одежду Христа. Сам художник отмечал: «Написать истинно колоритно белое платье, закрывающее большую часть фигуры в естественную величину, каков мой Христос, — право, не легко; сами великие мастера, кажется, этого избегали. Я по крайней мере во всей Италии не нашёл себе примера».
Для создания образа Марии Магдалины Иванову позировали две натурщицы. Одна из них — известная в то время «модель» Виттория Кальдони, которая впоследствии стала женой художника Григория Лапченко. Имя другой натурщицы осталось неизвестным, но сохранились некоторые подробности из её жизни. Оказалось, что её муж пьянствовал, избивал её и требовал от неё денег. Однажды он довёл её до такого состояния, что она дважды ударила его ножом. Раненого мужа отнесли в больницу, а её посадили в тюрьму. По некоторым сведениям, Иванов собирался выкупить её оттуда, использовав те деньги, которые он ожидал от Общества поощрения художников.
Согласно традициям, господствовавшим в то время в Академии художеств, композиция картины была сделана похожей на скульптурную группу. Тем не менее художнику удалось придать персонажам выразительность и показать их эмоции — «лирическую канву, просвечивающую сквозь классицистическую каноничность сюжета». На лице Марии Магдалины виден переход от печали к радости, через удивление и испуг. Чтобы довести натурщицу до такого состояния, Иванов заставлял её вспомнить что-нибудь печальное, а затем смешил её, вызывая слёзы с помощью луковицы. Сам художник так описывал это в письме к своей сестре: «Ваши похвалы „Магдалине“ моей выкликают меня помочь моей натурщице, с которой я работал голову и руки. Она так была добра, что, припоминая все свои беды и раздробляя на части перед лицом своим лук самый крепкий, плакала, и в ту же минуту я её тешил и смешил так, что полные слёз глаза её с улыбкой на устах давали мне совершенное понятие о Магдалине, увидавшей Иисуса. Я, однако же, работал в то время не хладнокровно, сердце моё билось сильно при виде прекрасной головы, улыбающейся сквозь слёзы. Я думаю, и моя физиономия была необыкновенная».

## Эскизы и этюды
В Государственном Русском музее хранится одноимённый эскиз картины «Явление Христа Марии Магдалине после воскресения» (холст, масло, 29 × 37 см, около 1833, инв. Ж-3857), ранее принадлежавший помощнику хранителя картинной галереи Императорского Эрмитажа Корицкому, а затем — художнику и коллекционеру Михаилу Боткину. Эскиз поступил в Русский музей в 1917 году из собрания Боткина. Лица Марии Магдалины на эскизе не видно — она пала ниц перед Христом, а за её спиной изображён ангел, сидящий на каменной плите у входа в гробницу. Ранее время создания этого эскиза датировалось «между 1833 и 1835», но в каталоге 2002 года были приведены аргументы, согласно которым его следует относить к начальному этапу работы над картиной, то есть к 1833 году. В частности, в связи с присутствующей на эскизе фигурой ангела упоминается письмо Александра Иванова к отцу, датированное концом 1833 года, в котором он писал, что решил ограничиться двумя фигурами: «…теперь приготовляюсь к большой картине, где бы я в двух фигурах мог показать и наготу, и понятие моё о драпировках».
Ещё один одноимённый эскиз картины, приобретённый Павлом Третьяковым в 1877 году, находится в Государственной Третьяковской галерее (холст, масло, 43,5 × 60,4 см, 1834, инв. 2510). Там же хранятся два этюда для этой картины — «Голова Христа» (холст, масло, 55,4 × 44,8 см, 1834, инв. 7989) и «Голова Марии Магдалины» (холст, масло, 65 × 56 см, 1834, инв. 7975). Эти этюды находились в коллекции Козьмы Солдатёнкова, затем, в 1901 году, по его завещанию были переданы в собрание Румянцевского музея, а в 1925 году перешли в собрание Третьяковской галереи.
|  |  |  |  |

В процессе работы над образом Марии Магдалины Александр Иванов создал ряд графических этюдов, большинство которых датируются 1833—1835 годами. После смерти художника эти этюды оставались у его брата, архитектора Сергея Иванова (1822—1877). В 1877 году многие рисунки были переданы в собрание Румянцевского музея, откуда в 1927—1929 годах перешли в собрание Третьяковской галереи. В частности, среди них были такие этюды, как «Голова Марии Магдалины» (три этюда-варианта, бумага коричневая, итальянский карандаш, графитный карандаш, 59,7 × 45,6 см, инв. 8388), «Коленопреклонённая Мария Магдалина» (бумага, разграфлённая на квадраты, итальянский карандаш, мел, растушка, 43,7 × 57,6 см, инв. 8389), «Коленопреклонённая натурщица» (бумага коричневая, итальянский карандаш, графитный карандаш, мел, 45,8 × 60,6 см, инв. 8386), «Фигура коленопреклонённой Марии Магдалины. Драпировка на нижней части этой же фигуры» (бумага тонированная, итальянский карандаш, мел, 43,8 × 58 см, инв. 8392), «Фигура коленопреклонённой Марии Магдалины» (бумага серая, итальянский карандаш, мел, 40,8 × 46,8 см, инв. 8390), «Полуобнажённая натурщица» (лист из альбома, бумага, итальянский карандаш, 26,3 × 37,6 см, 1830-е, инв. 13847) и другие.
Графические этюды к картине «Явление Христа Марии Магдалине после воскресения» (1833—1835, ГТГ)
Работая в конце 1840-х — 1850-х годах над серией «Библейских эскизов», Александр Иванов ещё раз обратился к этой теме, создав эскиз «Явление Христа Марии Магдалине по воскресению» (бумага коричневая, акварель, белила, итальянский карандаш, 26,3 × 40 см, ГТГ, инв. 8600 об.). В отличие от полотна 1835 года, на более позднем эскизе в фигурах Христа и Марии Магдалины можно увидеть больше порыва и движения: «этому впечатлению немало содействует характер архитектурного пространства; огромные ступени, уходящие вглубь, и пересекающий композицию край балюстрады».

## Отзывы и критика

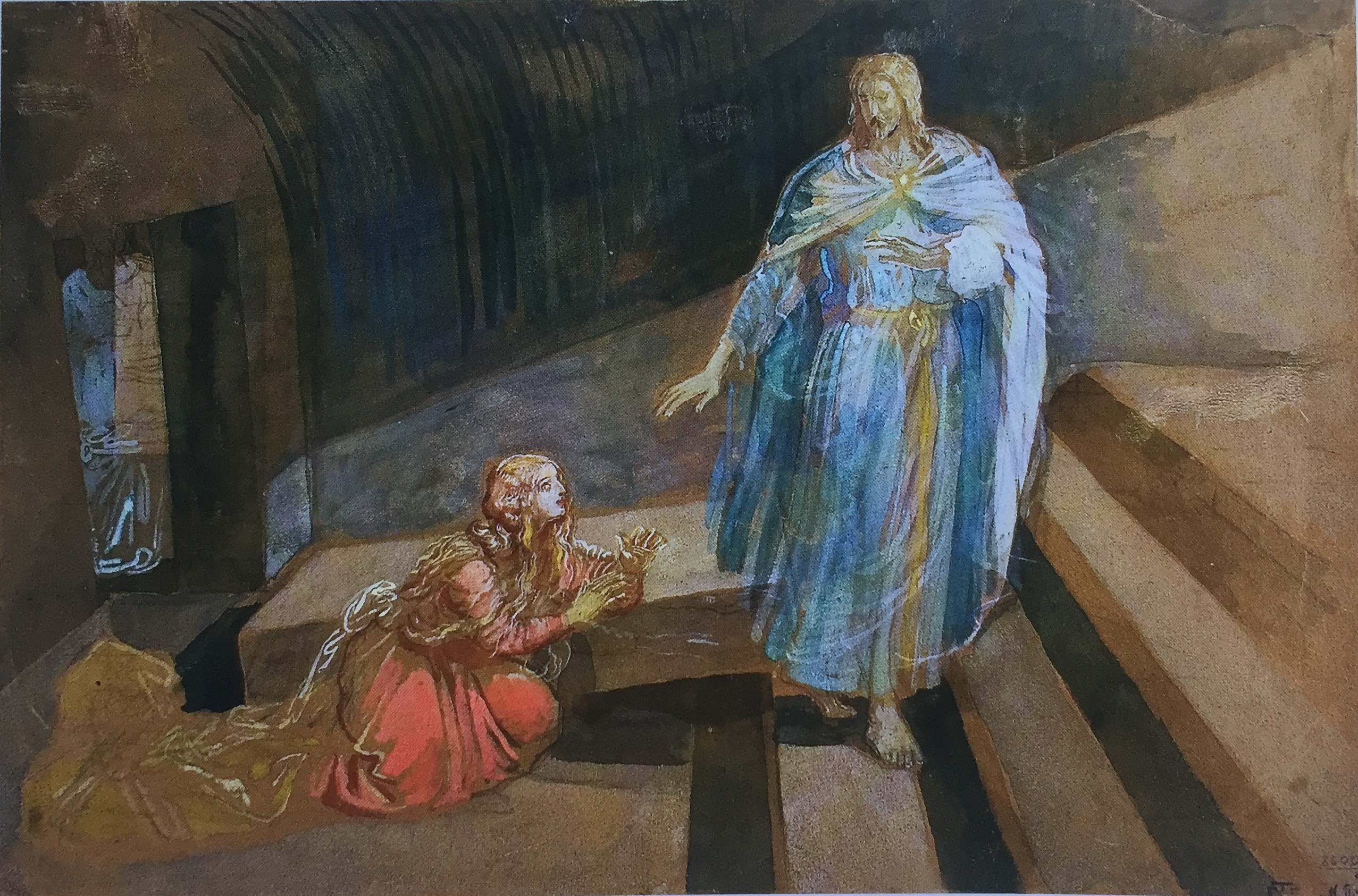
Александр Иванов. Явление Христа Марии Магдалине по воскресению (конец 1840-х — 1850-е, ГТГ, из «Библейских эскизов»)

Отдавая дань высокому мастерству художника в изображении одежды и других деталей, критики тем не менее отмечали излишнюю статуарность персонажей, в особенности Христа, фигуру которого сравнивали с творениями скульптора Бертеля Торвальдсена. В частности, художник и критик Александр Бенуа в книге «История русской живописи в XIX веке» писал, что картина Иванова «Явление Христа Магдалине» «действительно показала всё его [художника] умение в наготе и драпировках, от неё веет ледяным холодом». По словам Бенуа, «торвальдсеновский Христос, шагающий в застывшей театральной позе, засушенный, точно награвированный пейзаж, робкая живопись, огромный труд, потраченный на второстепенные вещи, вроде выписки складок, — вот что, во-первых, бросается в глаза, и лишь всматриваясь, видишь в голове Магдалины нечто такое, что показывает, до какого понимания трагического дошёл уже в то время Иванов, каким он стал сердцеведом, как глубоко мог перечувствовать до слёз умилительный рассказ Евангелия»

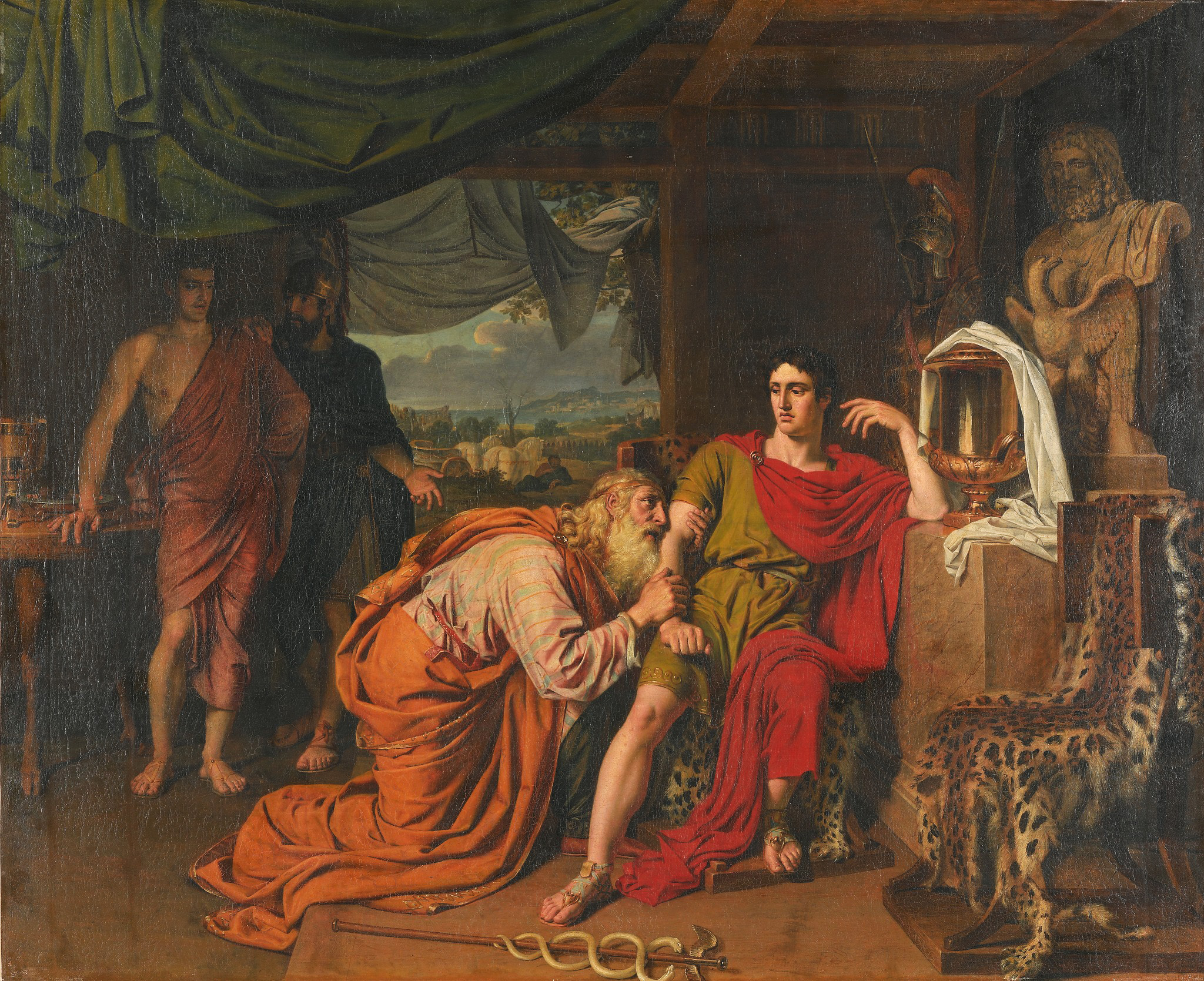
Александр Иванов. Приам, испрашивающий у Ахиллеса тело Гектора (холст, масло, 1824, ГТГ)

Искусствовед Нина Дмитриева в работе «Библейские эскизы Александра Иванова» также отмечала, что «в выражении лица Магдалины, увидевшей живым того, кого она считала мёртвым, в её улыбке сквозь слёзы проступала тема радостного потрясения, блеснувшей надежды, доминирующая в психологическом решении задуманной большой картины». При этом, продолжала она, «фигура Христа, поставленная в позу Аполлона Бельведерского, трактована слишком академически, да и лицо незначительно».
Искусствовед Николай Машковцев писал, что картина «Явление Христа Марии Магдалине после воскресения» стала одной из подготовительных работ на пути к осуществлению грандиозного замысла Иванова — создания полотна «Явление Христа народу». Машковцев отмечал, что картина «Явление Христа Марии Магдалине» не только удовлетворяла желание художника «показать своё понятие о наготе и драпировках», но и содержала в себе «нечто значительно большее». Тем не менее, по словам Машковцева, полотно «по общему своему строю ещё является картиной чисто классицистического порядка»: в целом напоминая своей конфигурацией академическую работу Иванова «Приам, испрашивающий у Ахиллеса тело Гектора» (1824, ГТГ), это более позднее произведение ещё отчётливее выявляет благородные эмоции, в нём «ещё величественнее постановка фигур и складки одеяний».
По словам искусствоведа Михаила Алпатова, полотно «Явление Христа Марии Магдалине после воскресения» является «типичным произведением академического классицизма», поскольку сцена встречи Христа и Марии Магдалины «намеренна», а в их движениях и позах «присутствует значительный элемент театральности». Тем не менее, по мнению Алпатова, Иванову удалось добиться «такого величия, какого не знали академисты», а «самое сопоставление фигур Христа и упавшей на колени Марии Магдалины есть удача художника». Алпатов отмечал, что в обеих фигурах, изображённых Ивановым, «заключено столь величавое достоинство, которое скорее свойственно героям классической трагедии, чем персонажам евангельской легенды».